# Thoinot Arbeau
Thoinot Arbeau, właśc. Jean Tabourot (ur. 17 marca 1519 w Dijon, zm. 23 lipca 1595 w Langres) – francuski pisarz, kompozytor i teoretyk tańca.
W 1530 został kanonikiem, w 1574 objął stanowisko w Langres. Zajął się studiowaniem tańca. W 1589 napisał traktat Orchesographie, w którym opisuje 50 różnych kroków tańca.
Skomponował melodię, która posłużyła potem za podstawę do kolędy Ding Dong Merrily on High.

## Pisma
- Kalendrier des bergers (Langres, 1582)
- Compot et manuel kalendrier (Paryż, 1588, 2/1589)
- Orchésographie et traicte en forme de dialogue, par lequel toutes personnes peuvent facilement apprendre & practiquer l'honneste exercice des dances (Langres, 1588, 2/1589/R; reprint 1596/R as Orchésographie, métode, et téorie en forme de discours et tablature pour apprendre à dancer, battre le Tambour en toute sorte & diversité de batteries, Iouër du fifre & arigot, tirer des armes & escrimer, avec autres honnestes exercices fort convenables à la Ieunesse; ed. F. Lesure (Genewa, 1972); transkrypcja na ang. by C.W. Beaumont, 1925/R, by M.S. Evans, 1948, 2/1967 with corrections, introduction and notes by J. Sutton, and dance notation by M. Backer)